# .li
.li – domena internetowa przypisana do Księstwa Liechtensteinu. Została utworzona 26 lutego 1993. Zarządza nią SWITCH.